# Andrew Kevin Walker
Andrew Kevin Walker (* 14. August 1964 in Altoona, Pennsylvania) ist ein US-amerikanischer Drehbuchautor.

## Leben
Walker absolvierte die Mechanicsburg Senior Highschool sowie die Pennsylvania State University.
Walker begann seine Karriere zunächst mit einem Skript für eine Episode der Fernsehserie Geschichten aus der Gruft, bevor er 1994 Brainscan sowie 1995 Hideaway schrieb. Der Durchbruch gelang ihm 1995 mit dem Drehbuch für David Finchers von Kritik und Publikum sehr positiv aufgenommenem Film Sieben. 1999 folgten 8mm – Acht Millimeter sowie Mitarbeit an der Adaption des Horrorfilms Sleepy Hollow, basierend auf einer Erzählung Washington Irvings. Außerdem schrieb er zwei Folgen der BMW-Kurzfilmserie The Hire.
Zusätzlich betätigt sich Walker des Öfteren als „Skript-Doktor“ und überarbeitet inoffiziell Drehbücher anderer Autoren. Dies war zum Beispiel bei The Game, Event Horizon und Fight Club der Fall.

## Filmografie
- 1994: Brainscan
- 1995: Sieben
- 1995: Das Versteckspiel (Hideaway)
- 1999: 8mm – Acht Millimeter (8MM)
- 1999: Sleepy Hollow
- 2010: Wolfman
- 2016: Nerdland
- 2022: Windfall
- 2022: Love, Death & Robots (Fernsehserie, 1 Episode)
- 2023: Der Killer (The Killer)